# Owocowanie
Owocowanie to przekształcanie się całej zalążni lub tylko jej części i dna kwiatowego (np. gruszki, jabłka, truskawki) w owoc, natomiast zalążków w nasiona u roślin wyższych, natomiast u roślin niższych wykształcają się w trakcie owocowania różnego typu zarodniki. 
W czasie tego procesu ze ściany zalążni formuje się owocnia natomiast wewnątrz zalążków rozwija się zarodek. Owoc gromadzi materiały zapasowe usuwając jednocześnie nadmiar wody. 

## Owocowanie w sadownictwie
W sadownictwie obfite owocowanie drzew i krzewów owocowych można uzyskać zakładając wieloodmianowe sady, natomiast u pewnych odmian jabłoni owocujących przemiennie co drugi rok, przerzedza się zawiązki owocowe.